# Семёновское (Судиславский район)
Семёновское — деревня в Расловском сельском поселении Судиславского района Костромской области России.

## География
Деревня расположена у реки Покша.

## История
Деревня входила в имение Н. П. Карцева, центром которого была деревня Следово.
Согласно Спискам населенных мест Российской империи в 1872 году деревня Семенково (Семёновское) относилась к 2 стану Костромского уезда Костромской губернии. В ней числилось 11 дворов, проживали 21 мужчина и 18 женщин.
Согласно переписи населения 1897 года в деревне проживало 63 человека (28 мужчин и 35 женщин).
Согласно Списку населенных мест Костромской губернии в 1907 году деревня относилась к Шишкинской волости Костромского уезда Костромской губернии. По сведениям волостного правления за 1907 год в ней числилось 15 крестьянских дворов и 85 жителей. Основным занятием жителей деревни, помимо земледелия, был фабр..
До муниципальной реформы 2010 года деревня входила в состав Калинковского сельского поселения Судиславского района.

## Население
| Численность населения |      |      |      |      |      |
| Год                   | 1877 | 1897 | 1907 | 2008 | 2014 |
| Жителей               | 39   | 63   | 85   | 8    | 5    |
| Крестьянских дворов   | 11   | —    | 15   | —    | —    |

| 2008 | 2010 | 2014 |
| ---- | ---- | ---- |
| 5    | ↘3   | ↗8   |